# Freddie Spencer
Frederick Burdette Spencer, detto Freddie (Shreveport, 20 dicembre 1961), è un pilota motociclistico statunitense ritiratosi dall'attività agonistica a metà degli anni novanta e vincitore di tre titoli iridati nel motomondiale.
È stato definito dalla stampa con il soprannome di Fast Freddie.

## Carriera
Campione nazionale per la classe 250 nel 1977 e nel 1978 (prima tra i "novizi" e poi tra gli "esperti"), Spencer esordì nel motomondiale due anni dopo come collaudatore della Yamaha nella classe 500: in quella stagione ebbe anche l'opportunità di scendere in pista nel Gran Premio del Belgio, ma non riuscì a entrare in zona-punti. Nel 1981 passò alla Honda, dove guidò la rivoluzionaria NR500 a pistoni ovali, primo tentativo della Honda di fare correre una quattro cilindri a quattro tempi, quando dal 1975 erano state le due tempi ad avere sempre vinto il titolo in 500. La moto, guidata inizialmente da Katayama e Grant, non ebbe risultati di rilievo, collezionando una serie di brutte figure, dovute anche alle difficoltà alla partenza dei GP, che al tempo prevedevano l'accensione a spinta delle moto.
La quattro tempi, di solito, si avviava quando le due tempi erano già alla prima curva. Spencer subentrò a stagione iniziata e riuscì, se non altro, a farla girare sui tempi delle Suzuki e Yamaha, dominatrici dell'epoca.
Nel 1982 la Honda abbandonò il progetto NR, schierando la NS 500 a due tempi, progetto meno rivoluzionario, che si caratterizzava per essere l'unica tre cilindri in gara contro le quattro cilindri Suzuki e Yamaha.

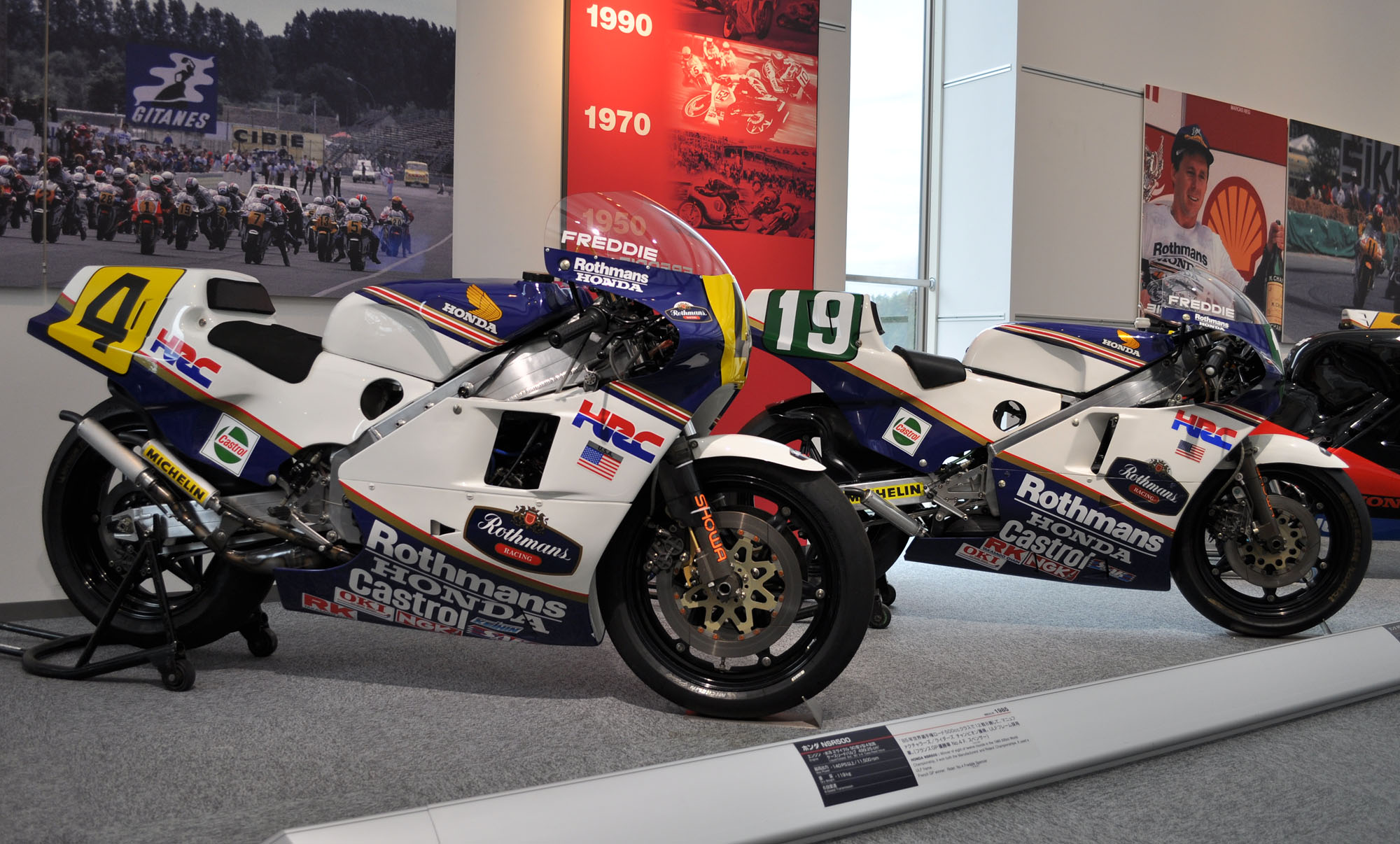
Le due Honda NSR 500 (#4) e RS 250 R-W (#19) con cui Spencer fece suoi i titoli mondiali delle classi 500cc e 250cc nella stagione 1985.

In quell'anno vinse il suo primo Gran Premio di motociclismo in Belgio, e dopo avere bissato tale successo a San Marino si piazzò al terzo posto della classifica generale con 72 punti. Pilota molto veloce sul giro secco, si pose al centro dell'attenzione sia per avere ottenuto la pole position nelle ultime tre gare disputate, ma anche soprattutto per avere rivoluzionato lo stile di guida delle motociclette delle 500: prima che egli arrivasse le traiettorie della 500 erano quelle della 250, ovvero classiche e rotonde. Spencer invece ha praticamente introdotto le linee attuali, in cui l'obiettivo primario diventa fare meno strada possibile con la moto inclinata: nel suo stile di guida importante non è la velocità di percorrenza della curva, ma aprire prima degli altri tutto il gas.
Nel 1983, dopo un duello serrato con Kenny Roberts, fu campione del mondo della classe regina a seguito di sei successi (in Sudafrica, Francia, Spagna, Jugoslavia, Svezia e al Gran Premio delle Nazioni), sette pole position e 144 punti, solo due in più del rivale. Nella stagione seguente vinse cinque gare, ma cinque furono anche i suoi incidenti e ciò non gli consentì di andare al di là del quarto posto in classifica. Delle sei gare portate a termine cinque sono state vittorie.

Spinto da una grande valutazione dei propri mezzi, tale da renderlo uno dei personaggi più caratteristici del paddock (era convinto di possedere una "supervista), nel 1985 corse sia nella 500 che nella 250, riuscendo a diventare campione del mondo di entrambe le classi: sette successi e 141 punti nella prima, altre sette vittorie e 127 lunghezze nella seconda, riuscendo nell'impresa di sconfiggere campioni quali Eddie Lawson e Anton Mang. 

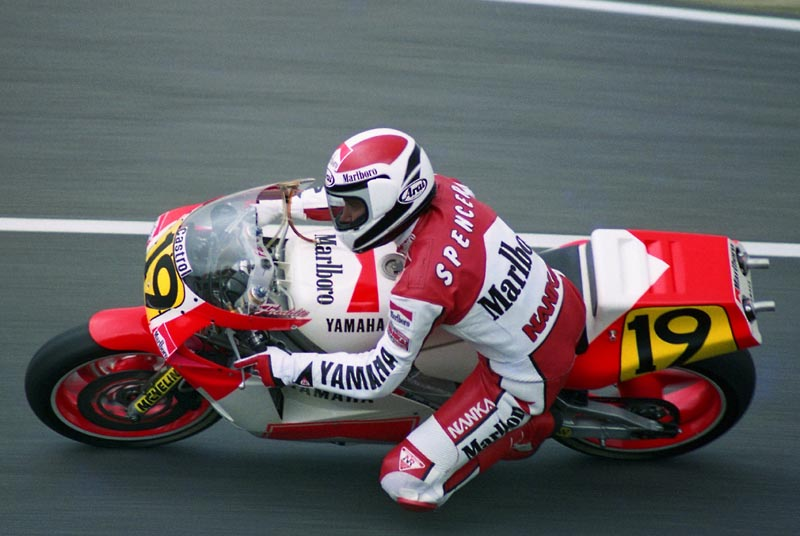
Spencer su Yamaha YZR 500 nel Gran Premio del Giappone 1989.

 Nello stesso anno partecipò alla Daytona 200, aggiudicandosi la gara nelle categorie F1, 250 e la nuova Superbike, un tris storico.
Da quel momento in poi iniziò però la sua crisi: nel Gran Premio di Spagna 1986, primo della stagione, ottenne la pole position ma dovette ritirarsi a pochi giri dal termine a causa della tendinite mentre era largamente in testa. Altri infortuni (al ginocchio, agli occhi, alla testa) non gli permisero di ottenere un solo punto iridato in quella stagione. All'epoca non fu ben chiaro quale fosse la causa dei suoi continui problemi fisici: solo molto più tardi si scoprì che era affetto dalla sindrome del tunnel carpale, che in anni più recenti avrebbe potuto essere risolta con un semplice intervento chirurgico.
Ormai nettamente in crisi, colse solo quattro punti (raccolti tutti in Svezia) nel 1987. L'anno seguente si ritirò dall'agonismo, salvo tornarci fugacemente con l'aiuto di Giacomo Agostini nel 1989 e nel 1993 con la Yamaha, ottenendo come migliore risultato un quinto posto in Spagna il 30 aprile 1989. Rientrò alle gare negli Stati Uniti, in Superbike, prima con la Honda e in seguito come pilota ufficiale della Ducati USA, con la quale colse l'ultima vittoria. In seguito appese definitivamente il casco al chiodo.
La sua drammatica uscita di scena fece sorgere tra gli esperti alcune domande circa la sua grandezza sportiva tra luci e ombre. Tra le tante voci è girata con insistenza anche la tesi di una crisi sentimentale che ha seriamente segnato questo pilota dalla psicologia alquanto complessa. Nel 2014 ha aperto una scuola di motociclismo in Francia.
Spencer ora vive a Londra, Inghilterra, e commenta in televisione le corse. Dal 2019 con scadenza contratto a fine 2024 è Presidente dello Stewards Panel nel campionato MotoGP, cioè giudice sportivo del motomondiale.

## Risultati in gara

### Motomondiale
| 1980 | Classe | Moto   |  |  |  |    |  |     |  |  |    |  |  |  |  |  |  | Punti | Pos. |
| ---- | ------ | ------ |  |  |  | -- |  | --- |  |  | -- |  |  |  |  |  |  | ----- | ---- |
| 1980 | 500    | Yamaha |  |  |  | NE |  | Rit |  |  | NE |  |  |  |  |  |  | 0     |      |

| 1981 | Classe | Moto  |    |  |  |  |  |    |  |  |  |  |     |  |  |    |  | Punti | Pos. |
| ---- | ------ | ----- | -- |  |  |  |  | -- |  |  |  |  | --- |  |  | -- |  | ----- | ---- |
| 1981 | 500    | Honda | NE |  |  |  |  | NE |  |  |  |  | Rit |  |  | NE |  | 0     |      |

| 1982 | Classe | Moto  |   |     |       |     |   |     |   |   |   |     |    |    |   |     |  | Punti | Pos. |
| ---- | ------ | ----- | - | --- | ----- | --- | - | --- | - | - | - | --- | -- | -- | - | --- |  | ----- | ---- |
| 1982 | 500    | Honda | 3 | Rit | [ 5 ] | Rit | 2 | Rit | 1 | 4 | 2 | Rit | NE | NE | 1 | Rit |  | 72    | 3º   |

| 1983 | Classe | Moto  |   |   |   |   |   |     |   |   |   |   |   |   |  |  |  | Punti | Pos. |
| ---- | ------ | ----- | - | - | - | - | - | --- | - | - | - | - | - | - |  |  |  | ----- | ---- |
| 1983 | 500    | Honda | 1 | 1 | 1 | 4 | 1 | Rit | 1 | 3 | 2 | 2 | 1 | 2 |  |  |  | 144   | 1º   |

| 1984 | Classe | Moto  |    |   |  |   |   |   |   |     |   |  |  |  |  |  |  | Punti | Pos. |
| ---- | ------ | ----- | -- | - |  | - | - | - | - | --- | - |  |  |  |  |  |  | ----- | ---- |
| 1984 | 500    | Honda | NP | 1 |  | 2 | 1 | 1 | 1 | Rit | 1 |  |  |  |  |  |  | 87    | 4º   |

| 1985 | Classe | Moto  |   |   |   |   |   |   |   |   |   |   |  |  |  |  |  | Punti | Pos. |
| ---- | ------ | ----- | - | - | - | - | - | - | - | - | - | - |  |  |  |  |  | ----- | ---- |
| 1985 | 250    | Honda | 1 | 9 | 2 | 1 | 1 | 1 | 1 | 1 | 1 | 4 |  |  |  |  |  | 127   | 1º   |

| 1985 | Classe | Moto  |   |   |   |   |   |   |     |   |   |   |   |  |  |  |  | Punti | Pos. |
| ---- | ------ | ----- | - | - | - | - | - | - | --- | - | - | - | - |  |  |  |  | ----- | ---- |
| 1985 | 500    | Honda | 2 | 1 | 2 | 1 | 1 | 2 | Rit | 1 | 1 | 1 | 1 |  |  |  |  | 141   | 1º   |

| 1986 | Classe | Moto  |     |  |  |    |  |  |  |  |  |  |  |  |  |  |  | Punti | Pos. |
| ---- | ------ | ----- | --- |  |  | -- |  |  |  |  |  |  |  |  |  |  |  | ----- | ---- |
| 1986 | 500    | Honda | Rit |  |  | 16 |  |  |  |  |  |  |  |  |  |  |  | 0     |      |

| 1987 | Classe | Moto  |    |  |  |  |  |    |  |  |     |   |    |     |  |    |  | Punti | Pos. |
| ---- | ------ | ----- | -- |  |  |  |  | -- |  |  | --- | - | -- | --- |  | -- |  | ----- | ---- |
| 1987 | 500    | Honda | NP |  |  |  |  | NP |  |  | Rit | 7 | 11 | Rit |  | NP |  | 4     | 20º  |

| 1988 | Classe | Moto  |  |    |  |  |  |  |  |  |  |  |  |  |  |  |  | Punti | Pos. |
| ---- | ------ | ----- |  | -- |  |  |  |  |  |  |  |  |  |  |  |  |  | ----- | ---- |
| 1988 | 500    | Honda |  | NQ |  |  |  |  |  |  |  |  |  |  |  |  |  | 0     |      |

| 1989 | Classe | Moto   |    |     |    |   |    |   |   |     |    |   |     |  |  |  |  | Punti | Pos. |
| ---- | ------ | ------ | -- | --- | -- | - | -- | - | - | --- | -- | - | --- |  |  |  |  | ----- | ---- |
| 1989 | 500    | Yamaha | 14 | Rit | NP | 5 | NP | 9 | 9 | Rit | 13 | 9 | Rit |  |  |  |  | 33,5  | 16º  |

| 1993 | Classe | Moto                |     |  |    |  |  |  |  |  |  |  |     |    |    |  |  | Punti | Pos. |
| ---- | ------ | ------------------- | --- |  | -- |  |  |  |  |  |  |  | --- | -- | -- |  |  | ----- | ---- |
| 1993 | 500    | Yamaha e ROC Yamaha | Rit |  | NP |  |  |  |  |  |  |  | Rit | 14 | NP |  |  | 2     | 37º  |

| Legenda | 1º posto        | 2º posto            | 3º posto            | A punti      | Senza punti        | Grassetto – Pole position Corsivo – Giro più veloce |
| Legenda | Gara non valida | Non qual./Non part. | Ritirato/Non class. | Squalificato | '-' Dato non disp. | Grassetto – Pole position Corsivo – Giro più veloce |

### Campionato mondiale Superbike
| 1995 | Moto   |  |  |  |  |  |  |  |  |  |  |  |  |   |     |  |  |  |  |  |  |    |     |   |    |  |  | Punti | Pos. |
| ---- | ------ |  |  |  |  |  |  |  |  |  |  |  |  | - | --- |  |  |  |  |  |  | -- | --- | - | -- |  |  | ----- | ---- |
| 1995 | Ducati |  |  |  |  |  |  |  |  |  |  |  |  | 7 | Rit |  |  |  |  |  |  | 14 | Rit | 7 | NP |  |  | 20    | 25º  |

| Legenda | 1º posto        | 2º posto            | 3º posto           | A punti      | Senza punti        | Grassetto – Pole position Corsivo – Giro più veloce |
| Legenda | Gara non valida | Non qual./Non part. | Ritirato/Non class | Squalificato | '-' Dato non disp. | Grassetto – Pole position Corsivo – Giro più veloce |